# Office Space
Office Space is een Amerikaanse komische cultfilm uit 1999, geschreven en geregisseerd door Mike Judge. De film is deels gebaseerd op de animatieserie Milton, en is een satire op het kantoorleven. In 2003 is er een speciale editie van de film verschenen op dvd, Special Edition with flair. Ron Livingston vertolkt de hoofdrol. Bijrollen worden gespeeld door Diedrich Bader, John C. McGinley en Orlando Jones. Chuck Norris' zoon Eric Norris verzorgde samen met enkele anderen de stunts.

## Verhaal
Peter Gibbons werkt als programmeur voor Initech, een bedrijf dat software maakt voor het bankwezen. Zijn collega's zijn Michael Bolton, die zijn naam met grote tegenzin deelt met de zanger, en Samir Nagheenanajar, wiens naam niemand kan uitspreken. Milton Waddams is een in zichzelf gekeerde, veelvuldig mompelende eigenaar van een rode nietmachine. Deze Swingline wordt continu gestolen door het divisiehoofd Bill Lumbergh, die met een mok in de hand zijn werknemers aan het werk houdt als een typische laissez-faire manager.
Peter heeft het zowel privé als op het werk niet naar zijn zin. Naar eigen zeggen is iedere nieuwe dag de slechtste in zijn leven. Hij ziet wel iets in Joanna, een serveerster van de cafetaria Chotchkie's waar Peter, Michael en Samir hun koffiepauzes houden. Zijn huidige vriendin Anne wil echter hun relatie nog een kans geven en haalt hem over een hypnotherapeut te bezoeken. Dr. Swanson heeft Anne eerder succesvol aan haar gewichtsprobleen geholpen door haar een anorexia-patiënte te maken. Tijdens de behandeling overlijdt hij echter nog voordat hij Peter uit zijn hypnose kan halen.
Als gevolg van de voortdurende hypnose zijn Peters problemen als sneeuw voor de zon verdwenen. Een opkomende reorganisatie bij Initech kan hem weinig schelen. Wanneer hij wordt geïnterviewd door de consultants Bob Porter en Bob Slydell is hij zo eerlijk over zichzelf en zijn acht bazen dat hij de "Bobs" juist tot de conclusie dwingt dat hij te weinig gemotiveerd wordt en een promotie noodzakelijk is. Michael en Samir worden daarentegen juist ontslagen, iets wat Peter weer wel aan het hart gaat. Ondertussen knoopt hij een relatie aan met Joanna.
Boos op het bedrijf vanwege de ontslagen broeden Peter (die langzaam uit zijn hypnose ontwaakt), Michael en Samir plannen uit om Initech financieel te raken. Dit willen ze bereiken door het eerder (o.a. in Superman 3) beproefde virus toe te passen dat bij banktransacties de na afronding resterence fracties van centen op een aparte rekening stort. Hier krijgen ze later spijt van, mede doordat Michael in het door hem geschreven virus een komma op de verkeerde positie heeft gezet waardoor er meer geld binnenstroomt dan was voorzien. Om zijn vrienden te redden geeft Peter het geld (met bekentenis) terug door voor openingstijd van Initech cheques met het gestolen bedrag onder de deur van Lumbergh te schuiven. Gelukkig is Miltons nietmachine voor de zoveelste keer gestolen en ontvangt hij geen salaris meer, waardoor hij wraak wil nemen en het bedrijf in brand steekt. Alle bewijsmateriaal over de fraude is verdwenen waardoor Peter, Michael en Samir vrijuit gaan.
Peter komt in de bouwsector terecht via zijn goede vriend en buurman Lawrence. Michael en Samir gaan voor Initechs concurrent Initrode werken. Vlak voordat Milton het gebouw in brand stak, heeft hij geprobeerd zijn nietmachine terug te vinden. Dat is niet gelukt, maar hij vond wel de cheques. Met het geld is hij naar een luxe vakantieoord vertrokken.

## Rolverdeling
| Acteur              | Personage           |
| ------------------- | ------------------- |
| Ron Livingston      | Peter Gibbons       |
| Jennifer Aniston    | Joanna              |
| Stephen Root        | Milton Waddams      |
| Gary Cole           | Bill Lumbergh       |
| David Herman        | Michael Bolton      |
| Ajay Naidu          | Samir Nagheenanajar |
| Diedrich Bader      | Lawrence            |
| John C. McGinley    | Bob Slydell         |
| Joe Bays            | Dom Portwood        |
| Alexandra Wentworth | Anne                |
| Richard Riehle      | Tom Smykowski       |
| Paul Willson        | Bob Porter          |
| Kinna McInroe       | Nina                |
| Todd Duffey         | Brian               |
| Greg Pitts          | Drew                |
| Mike McShane        | Dr. Swanson         |
| Orlando Jones       | Steve               |
| Mike Judge          | Stan                |
| Jack Betts          | Judge               |

## Ontvangst
Office Space ontving positieve recensies. Op aggregatiewebsite Rotten Tomatoes heeft de film een beoordeling van 80%.

## Invloed
Verschillende onderdelen uit de film zijn populaire internetmemes geworden. De scene waarin de drie hoofdrolspelers een printer molesteren is meerdere keren geparodieerd waaronder in de animatieserie Family Guy.
Voor de film werden vier nietmachines van het merk Swingline rood geverfd. Dit omdat hun nietmachines alleen in het zwart verkocht werden en de producenten een opvallende kleur wilden. Na het uitkomen van de film was de vraag naar rode nietmachines zo groot dat Swingline deze kleur in het assortiment opnam.